# Humbert de Savoie-Aoste
Pour les articles homonymes, voir Humbert de Savoie.
 (juin 2019).
Si vous disposez d'ouvrages ou d'articles de référence ou si vous connaissez des sites web de qualité traitant du thème abordé ici, merci de compléter l'article en donnant les références utiles à sa vérifiabilité et en les liant à la section « Notes et références ».
Humbert Marie Victor Amedée Giuseppe de Savoie, comte de Salemi, né le 22 juin 1889 à Turin et mort le 19 octobre 1918 à Crespano Veneto, est un membre de la maison de Savoie et un militaire italien.

## Biographie

### Jeunesse et formation
Il est le fils d'Amédée de Savoie, duc d'Aoste et ancien roi d'Espagne, et de sa seconde épouse, Marie-Laetitia Bonaparte, elle-même fille de Napoléon-Jérôme. Son prénom est un hommage à son oncle le roi Humbert Ier. Le 2 décembre de la même année, un décret royal donne au jeune prince le titre de comte de Salemi. Le jeune prince ne connaîtra pas son père qui meurt quelques mois après sa naissance. De plus, la mort du duc d'Aoste réduit considérablement le train de vie de la princesse Marie-Laetitia et de son fils. Le défunt tenait sa fortune de sa première épouse et ces biens passent aux enfants de son premier lit.
Il est le demi-frère d'Emmanuel-Philibert de Savoie-Aoste, Victor-Emmanuel de Savoie-Aoste, le comte de Turin, et de Louis-Amédée de Savoie, duc des Abruzzes.
Humbert est éduqué par sa mère et sa grand-mère Marie-Clotilde de Savoie. Il étudie dans un collège, à Moncalieri, avant de rejoindre l'Académie navale de Livourne dont il est exclu en raison de comportement. Il y est réintégré par son cousin le roi Victor-Emmanuel III en 1911.

### Carrière militaire
En 1915, il s'enrôle comme volontaire dans la Première Guerre mondiale. Il est blessé, promu officier du mérite de guerre et obtient trois médailles d'argent de la valeur militaire. Il combat dans le régiment de cavalerie de Trévise sur le Carso et sur le mont Grappa. Victime de la grippe, il en meurt le 18 octobre 1918 à l'hôpital militaire, à l'âge de 29 ans, célibataire et sans enfants. Le bulletin officiel de la cour indique cependant qu'il est mort à la suite de blessures de guerre.
D'abord enterré dans le cimetière de Crespano Veneto, son corps est transporté en 1926 au cimetière militaire du Monte Grappa où il repose dans la crypte.